# Vakuová pumpa
Vakuová pumpa pro muže jako erotická pomůcka, je zařízení, které se skládá z podtlakového válce a odsávacího zařízení. Nejběžnější modely mají akrylátový (většinou průhledný) dutý válec s těsnicí manžetou. Propojovací hadičkou je připojen odsávací balónek jehož stiskáním dochází ke snižování tlaku uvnitř válce. Válec se nasazuje na penis až k jeho kořeni s použitím kvalitního lubrikantu. Výrobci doporučují odstranění pubického ochlupení, ale většinou to není nutné. Při snížení atmosférického tlaku okolo penisu dojde automaticky k zvýšení krevního tlaku uvnitř penisu a tím i výraznějšího plnění topořivých tělísek.
Vakuové pumpy se používají při poruchách erekce - pro stimulaci původních funkcí, ale také při úplné absenci erekce např. při úrazech míchy. Profesionální vakuové pumpy mají podstatně vyšší výkon a jsou používány současně se silnými erekčními kroužky. Po dosažení erekce se u kořene umístí erekční kroužek, který udrží erekci a umožní kopulaci. Intenzivní stažení je nutno konzultovat s lékařem a dodržet tlaková i časová pravidla.
Lépe vybavené vakuové pumpy mají výkonnější pákové vývěvy, často vybavené i podtlakoměry. Některé modely jsou vybaveny i vibrátory, mají různé výměnné těsnicí manžety, různé tvary i barvy.
Výrobci uvádějí, že vakuové pumpy zvětšují penis. Teoreticky je to možné, protože zvýšeným plněním topořivých tělísek ze zvětšuje i jejich objem, ovšem lékaři a sexuologové tento fakt nijak výrazně nepotvrzují a někteří i vyvracejí.